# Уххациті
Уххациті — цар Арцави XIV ст. до н. е.
Відомий своєю боротьбою з хеттами. Коли Мурсілі II атакував невеличкі держави Аттаріму, Хурсанасу і Суруду, їхні володарі звернулися за захистом до Уххациті, який їх «усиновив», тобто фактично визнав своїми підданими. Хеттський цар сприйняв це як виклик і у 1330 р. до н. е (за короткою хронологією 1318 до н. е.). разом з військом швидким рейдом (який сам цар порівнював із блискавкою) вирушив до Арцави.
Уххациті спробував звернутися по допомогу до ахейців, проте було вже запізно. Арцавське військо на чолі із сином царя Піямакурунтою зустріло хеттів біля Вальми. В швидкій, але запеклій битві Мурсілі II здобув перемогу. Піямакурунта загинув.
Уххациті разом із іншим своїм сином Тапалацунаулі поквапився залишити столицю Апасу і втік під захист ахейців. Подальша доля Уххациті невідома напевно, але більшість істориків вважають, що помер він в еміграції, у материковій Греції.